# Der Tanz mit dem Teufel
Pour plus de détails, voir Fiche technique et Distribution.
Der Tanz mit dem Teufel – Die Entführung des Richard Oetker (en français, La Danse avec le diable - L'Enlèvement de Richard Oetker) est un téléfilm allemand réalisé par Peter Keglevic diffusé en 2001.
Le téléfilm raconte l'enlèvement de Richard Oetker.

## Synopsis
Le 14 décembre 1976, le fils d'un industriel, Richard Oetker, 25 ans, est enlevé sur le parking de l'université de Weihenstephan, où il étudie. Le martyre durera 47 heures : enfermé dans une caisse en bois, grièvement blessé par les conséquences d'un choc électrique. Entre-temps, le ravisseur extorque près de 21 millions de DM à la famille aisée de la victime et s'enfuit avec. Oetker est relâché dans une forêt près de Munich.
La police et les procureurs enquêtent pendant deux ans jusqu'à ce qu'ils arrêtent le ravisseur présumé, le mécanicien automobile Dieter Zlof (de), appelé Dieter Cilov dans le film, et le traduisent en justice. Cilov nie le crime, mais le tribunal le condamne à 15 ans de prison. Mais une question demeure : où est la rançon ? Le chef de la commission spéciale du LKA, Helmut Bauer (Georg Kufbach dans le film), continue d'enquêter.

## Fiche technique
- Titre original : Der Tanz mit dem Teufel
- Réalisation : Peter Keglevic assisté de Chris Tromboukis et de Katharina Beckel
- Scénario : Rainer Berg (de)
- Musique : Jürgen Ecke (de)
- Direction artistique : Martin Schreiber
- Costumes : Ulrike Schütte
- Photographie : Hans-Günther Bücking
- Son : Kirsten Kunhardt
- Montage : Moune Barius
- Production : Nico Hofmann (de), Ariane Krampe, Patrick Noel Simon, Ludwig zu Salm
- Société de production : TeamWorx (de), Sat.1
- Pays d'origine :  Allemagne
- Langue : allemand
- Format : Couleur
- Genre : policier
- Durée : 184 minutes (2 x 92 minutes)
- Date de diffusion :
  - Allemagne : 11 novembre 2001 sur Sat.1.

## Distribution
- Sebastian Koch : Richard Oetker
- Tobias Moretti : Georg Kufbach
- Christoph Waltz : Dieter Cilov
- Günther Maria Halmer : Heinz Stegmayr
- Sophie von Kessel : Christine
- Ann-Kathrin Kramer : Lena
- Erich Hallhuber (de) : Schumann
- Michael Mendl : Le juge
- Hanns Zischler : L'avocat d'Oetker
- Bernd Dechamps : Wels, le collègue
- Dieter Kirchlechner (de) : L'avocat de Cilov
- Dietrich Hollinderbäumer : le procureur

## Production
Le crime reconstitué est filmé en détail, Dieter Zlof fournissant des informations de fond importantes, pour lesquelles il a reçu une somme d'argent inconnue.
La victime Richard Oetker, qui souffre toujours de graves handicaps physiques, s'est prononcée à plusieurs reprises contre le tournage de son martyre. Néanmoins, Richard Oetker a accepté de faire filmer son histoire afin d'éviter un film également prévu par le ravisseur.
Afin de protéger les droits personnels des personnes impliquées, les noms de l'auteur et de l'enquêteur, c'est-à-dire Dieter Zlof et Helmut Bauer, sont modifiés, mais pas le nom de la victime.

## Récompenses
- Prix Adolf-Grimme 2002 : Peter Keglevic, Sebastian Koch, Tobias Moretti, Christoph Waltz

## Source de la traduction
- (de) Cet article est partiellement ou en totalité issu de l’article de Wikipédia en allemand intitulé « Der Tanz mit dem Teufel » (voir la liste des auteurs).